# NGC 7306
NGC 7306 (другие обозначения — PGC 69132, ESO 468-11, MCG -5-53-14, VV 832, IRAS22304-2730) — спиральная галактика (Sb) в созвездии Южная Рыба.
Этот объект входит в число перечисленных в оригинальной редакции «Нового общего каталога».